# Стабильность частоты
Стаби́льность частоты́ — характеристика автогенераторов, показывающая отклонение частоты генератора (уход частоты) от первоначального значения.
Факторами вызывающими уход частоты являются температура окружающей среды, влажность воздуха, изменение питающих напряжений, влияние магнитного поля, старение колебательной системы автогенератора и др.
Численно стабильность частоты определяется отношением {\displaystyle \Delta f/f}, где {\displaystyle \Delta f} — величина ухода частоты, выраженная в единицах частоты, {\displaystyle f} — первоначальное (номинальное) значение частоты, выраженная в единицах частоты. Таким образом, стабильность частоты — безразмерная величина.
Эту дробь называют как относительной нестабильностью частоты, так и относительной стабильностью частоты (в этом случае, чем ближе отношение к нулю, тем выше стабильность). Иногда нестабильность частоты указывают в единицах частоты, обычно в герцах.
Для автогенераторов, работающих в составе часов часто указывают уход часов на 1 секунду за какое-то время, например, 1 секунда за 10 лет. Так как год длится около 31 млн секунд, по этому значению легко вычислить {\displaystyle \Delta f/f} и обратно.
Различают кратковременную нестабильность (определяемую отклонением частоты за время порядка нескольких секунд) и долговременную. Практически пользуются понятиями минутной, часовой, суточной, месячной и годовой нестабильности.
Помимо собственной нестабильности, вызванной влиянием неучитываемых факторов часто указывают нестабильность от некоторого влияющего фактора, например, температуры. В этом случае относительную нестабильность относят к единице измерения влияющего фактора, например, на градус Цельсия.
Высокой стабильностью частоты обладают кварцевые генераторы ({\displaystyle \Delta f/f} с долговременной стабильностью порядка 10−6 и кратковременной стабильностью лучше 10−10). В этих автогенераторах в качестве колебательной системы используют пьезоэлектрический кварцевый резонатор в котором возбуждены механические колебания. Недостаток с точки зрения стабильности кварцевых генераторов — медленный систематический уход частоты, вызванный старением кристалла кварца и старением его кристаллодержателя.
Наивысшей стабильностью частоты ({\displaystyle \Delta f/f} ~ 10−13−10−14 долговременной стабильности и лучше ~ 10−15 кратковременной стабильности) обладают квантовые стандарты частоты. В рекордных образцах квантовых стандартах достигнута стабильность частоты лучше ~ 10−17.